# Grijskruintetraka
De grijskruintetraka (Xanthomixis cinereiceps; synoniem: Bernieria cinereiceps) is een zangvogel uit de familie Bernieridae (madagaskarzangers).

## Verspreiding en leefgebied
Deze soort is endemisch in de regenwouden van oostelijk Madagaskar.

## Status
De grootte van de populatie is niet gekwantificeerd maar de soort wordt omschreven als vrij algemeen in delen van zijn verspreidingsgebied. Aangenomen wordt dat de populatie vrij klein is en dat de aantallen achteruitgaan door habitatverlies. Op de Rode lijst van de IUCN heeft deze soort daarom de status gevoelig.